# René Valenzuela
Eduardo René Valenzuela Becker (ur. 20 kwietnia 1955) – chilijski piłkarz grający podczas kariery na pozycji obrońcy.

## Kariera klubowa
Karierę piłkarską René Valenzuela rozpoczął w klubie CD Palestino. W 1975 roku zadebiutował w jego barwach w chilijskiej Primera División. W 1976 roku odszedł do CD O’Higgins. W 1980 przeszedł do Universidad Católica, w którym występował do zakończenia kariery w 1986.
Z Universidad Católica zdobył mistrzostwo Chile w 1984 i Puchar Chile w 1983.

## Kariera reprezentacyjna
W reprezentacji Chile Valenzuela zadebiutował 18 lipca 1979 w przegranym 1-2 towarzyskim spotkaniu z Urugwajem. Parę tygodni później wziął udział w Copa América, w którym Chile zajęło drugie miejsce, ustępując jedynie Paragwajowi. W tym turnieju Valenzuela wystąpił we wszystkich 9 meczach: dwukrotnie w grupie z Kolumbią i Wenezuelą, dwukrotnie w półfinale z Peru oraz trzykrotnie w spotkaniach finałowych z Paragwajem.
W 1982 roku został powołany przez selekcjonera Luisa Santibáñeza do kadry na Mistrzostwa Świata w Hiszpanii, gdzie wystąpił we wszystkich trzech meczach z Austrią, RFN i Algierią. W 1983 po raz drugi uczestniczył w Copa América. Na turnieju Valenzuela wystąpił we wszystkich czterech meczach grupowych z Wenezuelą i Urugwajem.
Ostatni raz w reprezentacji Valenzuela wystąpił 8 czerwca 1985 w przegranym 1-3 towarzyskim meczu z Brazylią. Od 1979 do 1985 roku rozegrał w reprezentacji narodowej 46 spotkań.